# Takaaki Sugino
Takaaki Sugino (杉野 正尭?, Sugino Takaaki; Tsu, 18 ottobre 1998) è un ginnasta giapponese.

## Biografia
Nato nella prefettura di Mie, frequentando la prima elementare iniziò a praticare il trampolino accompagnando gli allenamenti di ginnastica artistica i due fratelli maggiori. Sugino ha rappresentato il Giappone in molte edizione della FIG World Cup. Nel 2024, dopo essersi laureato al National Institute of Fitness and Sports di Kanoya, si aggregò al Tokushukai Gymnastics Club ed entrò a far parte della squadra che rappresentò il Giappone ai Giochi della XXXIII Olimpiade di Parigi, in Francia, assieme a Tanigawa Wataru, Oka Shinnosuke, Kaya Kazuma e Hashimoto Daiki. La squadra ha vinto nell'all-round, superando la rivale Cina.